# Аппа Тенцинг
Аппа Тенцинг (англ. Lhakpa Tenzing, хинди आप्पा शेर्पा; род. между 1960 и 1962 гг.), известен также как Аппа Шерпа — непальский альпинист, шерпа. Известен как человек, чаще других (21 раз по состоянию на конец мая 2011 года) поднимавшийся на вершину Эвереста.

## Биография
Аппа родился между 1960 и 1962 годом в деревне Таме (Thame) у подножья Эвереста. Точная дата его рождения неизвестна, так как, как и у большинства шерпа, не была записана. В молодости он занимался переноской снаряжения и помощью альпинистским группам.
Летом 1988 года он женился на Ян Чи (Yang Chi) из окрестностей Таме. В этом браке родилось 4 ребенка.
В первый раз совершил восхождение на Эверест 10 мая 1990 года, после трёх более ранних неудачных попыток. 22 мая 2008 года поднялся на вершину этой высочайшей горы мира в 18-й раз, что является абсолютным рекордом.
В декабре 2006 года при помощи американских друзей переехал в Дрэйпер (штат Юта, США), чтобы дать детям возможность получить хорошее образование.
В мае 2009 года было совершено 19-е восхождение, посвящённое очистке горы от мусора, оставленного за долгие годы разными группами альпинистов.
22 мая 2010 года в 20-й раз покорил Эверест в составе очередной экологической экспедиции.

### Восхождения на гору Эверест
Аппа совершил 21 восхождение на Эверест.
| #  | Дата                 | Экспедиция                                          |
| -- | -------------------- | --------------------------------------------------- |
| 1  | 10 мая 1990 года     | International                                       |
| 2  | 8 мая 1991 года      | Sherpa Support/American Lhotse                      |
| 3  | 12 мая 1992 года     | New Zealand                                         |
| 4  | 7 октября 1992 года  | Everest International                               |
| 5  | 10 мая 1993 года     | American                                            |
| 6  | 10 октября 1994 года | Everest International                               |
| 7  | 15 мая 1995 года     | American On Sagarmatha                              |
| 8  | 26 апреля 1997 года  | Indonesian                                          |
| 9  | 20 мая 1998 года     | EEE                                                 |
| 10 | 26 мая 1999 года     | Asian-Trekking                                      |
| 11 | 24 мая 2000 года     | Everest Environmental Expedition                    |
| 12 | 16 мая 2002 года     | Swiss Everest 50th Anniversary Expedition 1952–2002 |
| 13 | 26 мая 2003 года     | American Commemorative Expedition                   |
| 14 | 17 мая 2004 года     | Dream Everest Expedition 2004                       |
| 15 | 31 мая 2005 года     | Climbing for a cure                                 |
| 16 | 19 мая 2006 года     | Team No Limit                                       |
| 17 | 16 мая 2007 года     | SuperSherpas                                        |
| 18 | 22 мая 2008 года     | The Eco Everest Expedition                          |
| 19 | 21 мая 2009 года     | The Eco Everest Expedition                          |
| 20 | 22 мая 2010 года     | The Eco Everest Expedition                          |
| 21 | 11 мая 2011 года     | The Eco Everest Expedition                          |